# Сисерть (селище)
Сисе́рть (рос. Сысерть) — селище у складі Єкатеринбурзького міського округу Свердловської області.
Населення — 827 осіб (2010, 736 у 2002).
Національний склад станом на 2002 рік: росіяни — 84 %.